# Ladislav Benesch
Ladislav Benesch (tudi Ladislau Benesch in Ladislav Beneš), nemško-češki slikar, risar in vojak, * 10. januar 1845, Slavkov u Brna, Češka, † 7. april 1922, Dunaj.
Benesch je do leta 1909 opravljal vojaški poklic, ko so ga upokojili kot podpolkovnika arsierskega oddelka cesarsko-kraljeve garde na Dunaju. Najstarejša risba iz njegove umetniške zapuščine je iz leta 1861, ko je pri šestnajstih letih narisal vojaško čuvajnico pri smodniškem stolpu v Celju. Pri enaindvajsetih se je kot podoficir udeležil bitke pri Custozzi, za katero je prejel srebrni križec za hrabrost, svoje edino odlikovanje. Kot vojak je služboval tudi na Slovenskem na vsakoletnih vojaških vajah njegovega polka, ki so potekale od Trsta preko Goriške, Notranjske, Gorenjske in Koroške. Leta 1911 je deželni odbor na predlog muzejskega ravnateljstva današnjega Narodnega muzeja Slovenije od Benescha kupil 178 akvarelov, tuševih in drugih risb, čemur je kot darilo dodal še 107 pokrajinskih slik Gorenjske. Vsa dela prikazujejo izključno kranjske motive.